# BS OHSAS 18001
OHSAS 18001 (pour « Occupational Health and Safety Assessment Series ») est une norme internationale publiée en 1999 et annulée en 2018 (publication de la norme ISO 45001), était un modèle de système de gestion de la santé et de la sécurité au travail.

## Objectif
Son objectif consistait à fournir aux entreprises un support d'évaluation et de certification de leur système de gestion de la santé et de la sécurité au travail, compatible avec les normes internationales de systèmes de gestion (les plus connues : ISO 9001 pour la qualité totale, ISO 14001 pour l'environnement).
En 1996 l'ISO n'a pas décidé de produire la norme attendue (deux votes négatifs à l'époque). En 1999 l'OHSAS Project Group, à l'initiative du BSI et de divers organismes certificateurs ce référentiel a été publié OHSAS 18001 dans l'espoir de la création d'une norme internationale en la matière. En 2001 l'Organisation Internationale du Travail (ILO en anglais) qui s'est trouvée la plus à même de remplir ce mandat avec l'édition du référentiel international ILO-OSH « principes directeurs des systèmes de gestion de la sécurité et de la santé au travail ». Mais la promotion de la norme OHSAS 18001 a été assurée au niveau international par les organismes de certification.
Un troisième vote en 2013 ayant été positif, une norme internationale, ISO 45001 « Systèmes de gestion de la santé et de la sécurité au travail » est, à la suite, (laborieusement) élaborée et finalement publiée en mars 2018. De nombreux organismes nationaux de normalisation l'adoptent comme norme nationale, comme BSI, mais pas l'AFNOR.
La norme OHSAS était composée de deux textes :
- OHSAS 18001 : la norme elle-même;
- OHSAS 18002 : un guide pour sa mise en place.

La OHSAS 18001 a été révisée en juillet 2007 en se rapprochant sensiblement du référentiel international ILO-OSH 2001,.
OHSAS Project Group a annulé ses normes OHSAS 18001 et 18002 et adopté las normes ISO 45000 en 2018 à la place.

## ILO-OSH
Les principaux référentiels nationaux de systèmes de gestion de la sécurité et de la santé au travail font généralement référence au seul référentiel international en la matière, celui du Bureau International du Travail (OIT) : le référentiel ILO-OSH (2001) Principes directeurs concernant les systèmes de gestion de la sécurité et de la santé au travail.